# 박유명 초상
박유명초상(朴惟明 肖像)은 경기도 수원시 영통구 수원박물관에 있는 조선시대의 초상화이다. 2006년 12월 29일 대한민국의 보물 제1489호로 지정되었다.

## 지정 사유
박유명(朴惟明 1582∼1640)은 1620년(광해군 12) 무과에 급제하고, 1623년에 인조반정에 참여하여 정사공신(靖社功臣) 3등에 책록되고 그 뒤 당상선전관(堂上宣傳官)을 거쳐 오위장(五衛將)을 역임하였다. <박유명 초상>은 낮은 오사모를 쓰고 과장된 둥근 어깨를 하고 있으며 단령이 뒤로 뾰족하게 뻗친 모양, 바닥의 채전 등에서 17세기 공신 도상의 형상을 잘 보여준다.
이 초상과 함께 후대의 이모본으로 추정되는 작품이 있다. 이 이모본은 거의 동일한 형상이며 안료는 보다 선명하다.
<박유명 초상>은 17세기 공신상의 전형적인 양식을 보여주고 또한 호랑이 흉배의 무관초상화로서 주목된다. 그런데 이모본의 경우는 원본과 양식적으로 상이하며 작품의 수준도 다소 떨어지므로 원본 1점만을 지정한다.

## 같이 보기
- 박유명초상모본 - 경기도 문화재자료 제142호

## 참고 자료
- 박유명 초상 - 국가유산청 국가유산포털